# Kernchemie
Die Kernchemie, auch Nuklearchemie genannt, ist wie die Radiochemie der Teil der Chemie, der radioaktive Stoffe, z. B. die Transurane bzw. Actinoide, zum Gegenstand hat. Insbesondere befasst sie sich mit der technischen Durchführung von Analysen und Synthesen unter Beachtung des Strahlenschutzes und oft knapper Zeitvorgaben. Anwendungsgebiete sind die Grundlagenforschung, die industrielle Produktion, die medizinische Diagnostik und Therapie (siehe Nuklearmedizin) und die Umweltanalytik.

## Geschichte

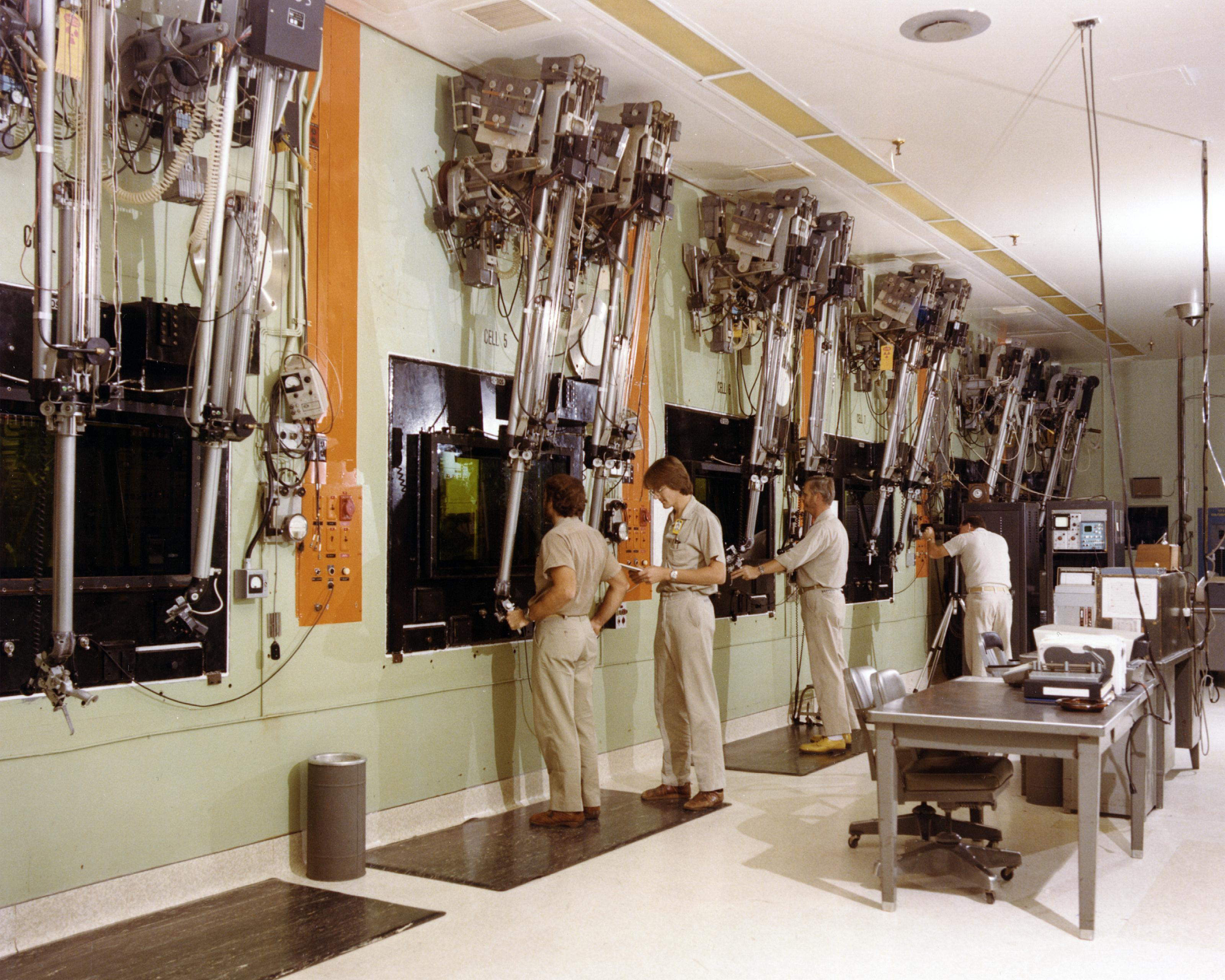
Kernchemie-Labor (Heiße Zelle) mit Master-Slave-Manipulatoren. Das Labor gehört zum Radiochemical Engineering Development Center (REDC) des Oak Ridge National Laboratory (ORNL) und wurde 1966 eröffnet. Am REDC wird z. B. Plutonium-238 chemisch abgetrennt und gewonnen. Es ist ein starker -Strahler mit der besonderen Eigenschaft einer hohen spezifischen Leistung von ca. 0,568 kW/kg. Das Material dient für Anwendungen in der Raumfahrt als Radionuklidbatterie.

Historisch gesehen waren es Chemiker, die als erste die entweder natürlich auftretenden Alpha-Zerfallsreihen (ausgehend von den radioaktiven Th- und U-Isotopen) oder (kernphysikalisch) induzierte Kernreaktionen untersuchten. Die dabei auftretenden Umwandlungen von Elementen (Transmutation, der uralte Traum der Alchemisten) ließen sich nur mit hochentwickelten chemischen Analysemethoden studieren, insbesondere da die Reaktionsprodukte oft nur in minimalen Mengen vorkommen. Als Beispiele seien die Abtrennung von Radium und Polonium aus Pechblende durch die Chemikerin Marie Curie und ihren Ehemann, den Physiker Pierre Curie sowie die Entdeckung der Kernspaltung durch die Chemiker Otto Hahn und Fritz Straßmann genannt.

## Kernchemische Grundlagenforschung

### Zerfallsreihen
Beim Kernzerfall eines Nuklids entsteht oft kein stabiles Zerfallsprodukt, sondern ein ebenfalls radioaktives Nuklid. Das bedeutet, dass selbst aus einem isotopenreinen Element mit der Zeit ein Gemisch mehrerer Elemente entsteht. Die von einem solchen Gemisch ausgehende Strahlung ist naturgemäß schwerer zu identifizieren als diejenige eines einzelnen Elements. Durch eine chemische Trennung der Elemente voneinander können anschließend die einzelnen Elemente anhand ihrer Strahlung identifiziert werden. Auch lässt sich dadurch der Reaktionsmechanismus klären, also in welcher Reihenfolge die verschiedenen Zerfallsarten erfolgen. Das Ergebnis ist eine Zerfallsreihe. Die Kernchemie ermöglicht damit die Zuordnung der Strahlung zu einem bestimmten Nuklid.

### Äußere Einflüsse auf Halbwertszeit
Im Fall des radioaktiven Zerfalls durch Elektroneneinfang gibt es messbare Einflüsse äußerer Bedingungen wie Aggregatzustand, Druck oder chemischer Bindung auf die Halbwertszeit, denn die Zerfallsrate hängt hier neben den inneren Eigenschaften des Mutterkerns auch von der Aufenthaltswahrscheinlichkeit der Elektronen am Ort des Kerns ab.
Ein seit dem Ende der 1940er Jahre diskutierter Fall ist der EC-Zerfall des Be-7 zu Li-7. T. Ohtsuki und Kollegen untersuchten die Halbwertszeit von radioaktivem Be-7 zum einen in Be-Metall und zum anderen in C60-Käfigen (Buckminster-Fulleren). Sie fanden die Halbwertszeiten 52,68 ± 0,05 Tage (Metall) und 53,12 ± 0,05 Tage (C60), d. h. eine Differenz von 0,83 %.
Unter extremen Druckverhältnissen, wie sie in den äußeren Schichten von Neutronensternen oder kurzzeitig während Teilchenkollisionen in irdischen Teilchenbeschleunigern auftreten, sind auch sonst instabile, neutronenreiche Eisenisotope stabil.

### Fortführung des Periodensystems
Bei den Elementen mit Ordnungszahlen größer etwa 100 könnten durch quantenmechanische Effekte Umordnungen im Periodensystem auftreten. Es ist daher ein aktuelles Forschungsthema der Kernchemie, die chemischen Eigenschaften der schwersten bisher synthetisierten Elemente zu ermitteln. Dabei müssen physiko-chemische Experimente mit teilweise nur einem Atom durchgeführt werden. Die schwersten bisher untersuchten Elemente (Dubnium, Seaborgium, Bohrium) zeigen noch keine fundamentalen Änderungen gegenüber ihren Homologen (Ta, W, Re).

### Standardwerke
- Manson Benedict, Thomas H. Pigford, Hans Wolfgang Levi: Nuclear Chemical Engineering (= McGraw-Hill Series in Nuclear Engineering). 2. Auflage. McGraw-Hill, New York 1981, ISBN 978-0-07-004531-6 (englisch, archive.org).
- Lester R. Morss, Norman M. Edelstein, Jean Fuger (Hrsg.): The Chemistry of the Actinide and Transactinide Elements. Springer Netherlands, Dordrecht 2011, ISBN 978-94-007-0210-3, doi:10.1007/978-94-007-0211-0 (englisch).

### Ältere Fachbücher
- Arthur C. Wahl, Norman A. Bonner (Hrsg.): Radioactivity Applied to Chemistry. John Wiley & Sons, New York 1951 (englisch, archive.org).
- Glenn T. Seaborg, Joseph J. Katz: The Actinide Elements (= National Nuclear Energy Series). McGraw-Hill Book Company, 1954 (archive.org).
- Roland Lindner: Kern- und Radiochemie. Springer Berlin Heidelberg, Berlin, Heidelberg 1961, ISBN 978-3-642-87163-4, doi:10.1007/978-3-642-87162-7.
- Karl Heinrich Lieser: Einführung in die Kernchemie (= Kernchemie in Einzeldarstellungen. Band 1). Verlag Chemie, Weinheim 1969 (Aktuellere Ausgaben des Buches sind auf der Profilseite zu finden.).